# Jeff Loomis
 (avril 2021).
Si vous disposez d'ouvrages ou d'articles de référence ou si vous connaissez des sites web de qualité traitant du thème abordé ici, merci de compléter l'article en donnant les références utiles à sa vérifiabilité et en les liant à la section « Notes et références ».
Pour les articles homonymes, voir Loomis.
Jeff Loomis (né le 14 septembre 1971) a été le guitariste du groupe de metal progressif, Nevermore.
Il a cité les guitaristes Yngwie Malmsteen, Tony MacAlpine, Jason Becker et Marty Friedman comme étant ses influences,.

## Biographie

### Les débuts
Loomis est un guitariste autodidacte. Il a eu son premier instrument à neuf ou dix ans, mais n'a commencé à pratiquer sérieusement qu'à environ 15 ans. Durant son adolescence au Wisconsin, il a joué dans de nombreux groupes jouant principalement des reprises et trois groupes de death metal avant de joindre des groupes plus stables,.À 16 ans, Loomis gagna le "Wisconsin's Guitar Wars contest".
Il a été auditionné pour intégrer Megadeth (pendant la période So Far, So Good...So What!) à l'âge de 16 ans, lorsque le guitariste Jeff Young quitta le groupe. Après avoir joué quelques chansons ensemble, Dave Mustaine, le frontman du groupe, et les autres guitaristes remercièrent Loomis et lui dirent qu'un jour, il deviendra un très bon guitariste, mais qu'à cause de son âge, il ne convenait pas. Jeff Loomis a vu Cacophony en tournée, et parla à Marty Friedman, qui fut alors très intéressé pour l'auditionner.
Il se fait connaitre avec le groupe Sanctuary pour lequel il jouera de la guitare de 1990 à 1992, puis de 2010 à 2011. C'est également dans ce groupe qu'il fait la connaissance de Warrel Dane et Jim Sheppard avec qui il jouera dans Nevermore.

## Nouveau projet
Après la séparation de Nevermore en 2011, Jeff Loomis a, en 2013, créé un nouveau groupe de metal instrumental aux côtés de Keith Merrow (Demisery), Alex Webster (Cannibal Corpse) et Alex Rüdinger
(The Faceless, Ordinance) appelé Conquering Dystopia. Leur premier album, auto-produit, est sorti le 10 mars 2014.
De 2014 à 2023, il a été le guitariste soliste du groupe de death mélodique Arch Enemy.

## Matériel

### Guitare
Loomis était représentant de la marque de guitare Schecter
dont il a utilisé beaucoup de modèles avant d'avoir son
propre modèle Signature 7 cordes, EMG 707, Floyd Rose original.
Loomis a également des guitares (acoustiques) de chez Lâg. Depuis 2019 il est officiellement chez Jackson avec son modèle signature une Kelly en 6 cordes Seymour Duncan Blackouts Signature Jeff Loomis.

### Ampli
Il joue actuellement sur Engl EL-670 Savage Special Edition EL 34 
mais a déjà joué sur des amplis comme l'Engl Invader ou le MesaBoogie 
Triple Rectifier, ainsi que le Krankenstein Dimebag Signature.

### Effets
Il n'utilise qu'une pédale de boost, une Ibanez Tube Screamer TS9
en plus de la distorsion de ses amplis, distorsion largement suffisante. Son utilisation rajoute du haut medium à son jeu et une meilleure attaque. Outre un chorus d'ambiance, il n'utilise aucun autre effet.

## Discographie

### Nevermore
- Nevermore (1995)
- In Memory (EP, 1996)
- The Politics of Ecstasy (1996)
- Dreaming Neon Black (1999)
- Dead Heart in a Dead World (2000)
- Enemies of Reality (2003, remixé en 2004)
- This Godless Endeavor (2005)
- The Obsidian Conspiracy (2010)[5]

### Conquering Dystopia
- Conquering Dystopia (2014)

### Solo
- Zero Order Phase (2008)
- Plains Of Oblivion (2012)
- Requiem For The Living (EP 2013)

### Arch Enemy
- Will to Power (2017)
- Deceivers (2022)

### Participations
- God Forbid - Gone Forever (2004)
- Pamela Moore - Stories from a Blue Room (2006)
- Annihilator - Metal (2007)
- Warrel Dane - Praises to the War Machine (2008)
- Marty Friedman - Future Addict (2008)
- Stéphan Forté - The Shadow Copendium (2011)